# Marianne Karlsmose
Marianne Karlsmose (Fredericia, 6 de junio de 1973) es una política democratacristiana danesa que fue presidenta interina de los Demócratas Cristianos desde el 17 de mayo hasta el 7 de noviembre de 2022 después de que Isabella Arendt renunciara al partido y a su presidencia. Anteriormente, fue presidenta de los Demócratas Cristianos de 2002 a 2005 y actualmente es miembro del consejo regional en la Región de Jutlandia Central.

## Carrera política
Karlsmose se afilió al Partido Popular Cristiano, como se conocía entonces a los democratacristianos, en 1992 y se convirtió en miembro del comité principal en 1996. En un principio, fue candidata parlamentaria en Fionia por la circunscripción de Otterup y, luego, en la circunscripción Odense I. En 2021, se convirtió en candidata por la circunscripción de Jutlandia del Sur.
En las elecciones al Parlamento Europeo de 1999, Karlsmose fue la candidata principal del Partido Popular Cristiano y recibió 25.384 votos personales de un total de 28.962 votos del partido, pero el número total de votos no fue suficiente para ser elegida.
Karlsmose se convirtió en presidenta del Partido Popular Cristiano como sucesora de Jann Sjursen en 2002. El partido cambió su nombre por el de Demócratas Cristianos a raíz de una propuesta de Karlsmose al año siguiente. Renunció al cargo de presidenta después de la derrota electoral del partido en las elecciones generales de 2005 y fue reemplazada por Bodil Kornbek.
En las elecciones para el consejo regional del 21 de noviembre de 2017, Marianne Karlsmose fue candidata de los democratacristianos por la Región de Jutlandia Central, donde fue elegida miembro del consejo regional. Fue reelegida en las elecciones regionales el 16 de noviembre de 2021.
El 17 de mayo de 2022, Karlsmose se convirtió en presidenta interina de los Demócratas Cristianos debido a su puesto de vicepresidenta, tras la renuncia de la presidenta del partido, Isabella Arendt.

## Vida personal
Karlsmose nació el 6 de junio de 1973 en Fredericia y creció allí. A partir de 2021, vive en Tarm y anteriormente ha vivido en Haderslev y Frøstrup en las afueras de Varde, entre otros lugares. Tiene una maestría en ciencias sociales e historia de la Universidad de Aarhus en 2001. Ha sido profesora de secundaria en Det Kristne Gymnasium en Ringkøbing, pero ahora ha empezado a estudiar trabajo social en el University College Syd de Esbjerg.
Karlmose está casada con el teólogo y profesor de secundaria Birger Juhl Nielsen. La familia tiene 3 hijos y son miembros de Skjern Bykirke.